# Lista de capítulos de Dandadan
Os capítulos da série de mangá japonesa Dandadan são escritos e ilustrados por Yukinobu Tatsu [ja]. A obra teve seu lançamento no aplicativo e no site Shōnen Jump+ da Shueisha em 6 de abril de 2021. A editora Shueisha já organizou os capítulos em volumes tankōbon individuais, com o primeiro volume saindo em 4 de agosto de 2021. Até 4 de julho de 2025, 20 volumes já haviam sido publicados. Além disso, a série está disponível em português através da plataforma Manga Plus da Shueisha.

## Volumes
| 1. "Isso é o Começo do Amor" (それって恋のはじまりじゃんよ, Sorette Koi no Hajimari jan yo) 2. "Isso aí é um Alienígena" (それって宇宙人じゃね, Sorette Uchūbito ja ne) 3. "Duas Vovós se Digladiando" (ババアとババアが激突じゃんか, Babā to Babā ga Gekitotsu jan ka) | 1. "Vamos para o Banheiro" (トイレにいこう, Toire ni Ikō) 2. "Chutando a Bunda da Vovó Turbo" (ターボババアをぶっ飛ばそう, Tābo Babā o Buttobasō) |

| 1. "Quer Experimentar um Pouco de Carangueijo?" (カニ食べたくね, Kani Tabetaku ne) 2. "Ela é a Avó de Cem Quilômetros, não é?" (100キロババアだろ, Hyaku Kiro Babā Daro) 3. "Vamos Comer Carangueijo" (カニ食べよう, Kani Tabeyō) 4. "Sentindo Falta Um do Outro" (会えないじゃん, Aenai jan) 5. "Onde Estão Suas Bolas?" (タマはどこじゃんよ, Tama wa Doko jan yo) | 1. "Você é uma Laranja Podre, não é?" (腐ったみかんじゃね, Kusatta Mikan ja ne) 2. "Parece que Ele Finalmente Percebeu Que Ela é Bonita" (かわいいって気付いたっぽい, Kawaii tte Kidzuita ppoi) 3. "Chega Uma Garota Perigosa" (ヤベー女がきた, Yabē Onna ga Kita) 4. "'Sedosa Acrobata' É Muito Longa" (アクロバティックサラサラって長くね, Akurobatikku Sarasara tte Nagaku ne) |

| 1. "Vamos Chamá-la de Sedosa Acrobata'" (アクサラって呼ぼう, Akusara tte Yobō) 2. "Sedosa Acrobata" (アクさら, Akusara) 3. "Para um Mundo Mais Gentil" (優しい世界へ, Yasashii Sekai e) 4. "Vamos Comer Somen" (そうめんでも食べよ, Sōmen demo Tabeyo) 5. "Tenho Esse Sentimento Engraçado" (なんかモヤモヤするじゃんよ, Nanka Moyamoya Suru jan yo) | 1. "Eles, Tipo, Voltaram?" (また来たじゃんよ, Mata Kita jan yo) 2. "Coloque Suas Roupas!" (服が着たい, Fuku ga Kitai) 3. "Momo Ainda Tem Alguns Sentimentos Reprimidos" (モモちゃんまだモヤモヤしてます, Momo-chan Mada Moyamoya Shitemasu) 4. "Você Está Incomodada, Não Está?" (気にしてるじゃんか, Ki ni Shiteru jan ka) |

| 1. "Mesclar! Serpo Dover Demônio Nessie!" (合体！セルポドーバーデーモンネッシー！, Gattai! Serupo Dōbā Dēmon Nesshī!) 2. "Isso Faz Seu Coração Acelerar, Não É?" (ドキドキじゃんよ, Dokidoki jan yo) 3. "Nós Pegamos um Monstro Kappa" (河童を拾いました, Kappa o Hiroimashita) 4. "Você Já Viu uma Abdução de Gado?" (キャトルミューティレーションを君は見たか, Kyatoru Myūtirēshon o Kimi wa Mita ka) | 1. "Isso É uma Premonição sobre as Turbulências do Amor" (ラヴ波乱の予感じゃんよ, Ravu Haran no Yokan jan yo) 2. "Primeiro Amor" (初恋の人, Hatsukoi no Hito) 3. "Não Desista!" (あきらめるなよ！, Akirameru na yo!) 4. "A Vida de um Modelo Anatômico" (人体模型の生活, Jintai Mokei no Seikatsu) 5. "Vamos para a Casa Amaldiçoada" (呪いの家へレッツゴー, Noroi no Ie e Rettsu Gō) |

| 1. "Melhor Decidir Qual Deles Gosta Dela" (どっちが好きか決めようや, Dotchi ga Suki ka Kimeyō ya) 2. "A Família Kito Está Chegando" (鬼頭家が来る, Kitō-ke ga Kuru) 3. "Onde está o Monstro Tsuchinoko?" (ツチノコはどこ, Tsuchinoko wa Doko) 4. "A Senhora Idosa da Família Kito" (鬼頭家のババア, Kitō-ke no Babā) | 1. "Tipo, Essa É a Lenda da Cobra Gigante" (大蛇伝説ってこれじゃんよ, Orochi Densetsu tte Kore jan yo) 2. "Vermes-da-Mongólia São Mortais" (モンゴリアンデスワームはやばい, Mongorian Desu Wāmu wa Yabai) 3. "O Mau-Olhado" (邪視, Jashi) 4. "Contrato" (契約, Keiyaku) |

| 1. "Jiji, o Prodígio" (天才ジジ, Tensai Jiji) 2. "Escape! Multiestágio!" (脱出！多段式！, Dasshutsu! Tadanshiki!) 3. "Você Não Vai Se Safar Dessa!" (ゆるさねえぜ, Yurusa nē ze) 4. "Essa Casa É uma Monstruosidade" (目障りな家じゃんよ, Mezawari na Ie jan yo) | 1. "É uma Bomba" (ポンプです, Ponpu Desu) 2. "Apague Esse Fogo" (消火しよう, Shōka Shiyō) 3. "Isso É, Tipo, Muito Perigoso" (やば過ぎじゃんよ, Yabasugi jan yo) 4. "Aquele OVNI é Incrível" (UFOすげえ, Yūfō Sugē) 5. "Ele Está, Tipo, Selado" (封印じゃんよ, Fūin jan yo) |

| 1. "Vamos Todos Carregar Água Quente" (みんなでお湯を持とう, Minna de Oyu o Motō) 2. "Todos Nós Podemos Ficar Juntos!" (みんなでお泊まりじゃんよ, Minna de Otomari jan yo) 3. "Os Artistas Hayashi Estão Aqui" (囃子が来ました, Hayashi ga Kimashita) 4. "Nos Tornamos uma Família" (家族になりました, Kazoku ni Narimashita) | 1. "Consiga um Trabalho de Meio-Período" (バイトをしよう, Baito o Shiyō) 2. "Moe! Moe! Tri-Beam!" (モエモエ気功砲, Moe Moe Kikōhō) 3. "Se Sentindo Meio Triste" (なんかモヤモヤするじゃんよ, Nanka Moyamoya Suru jan yo) 4. "Caras Assustadores na Escola" (学校の怖いやつ, Gakkō no Kowai Yatsu) 5. "Sinfonia Nº 6" (交響曲第6番, Kōkyō Kyoku Dai Roku-ban) |

| 1. "Sinfonia Nº 9" (交響曲第9番, Kōkyō Kyoku Dai Kyū-ban) 2. "Você Consegue, Okarun!" (がんばれオカルン, Ganbare Okarun) 3. "A Cueca do Mau-Olhado" (邪視のブリーフ, Jashi no Burīfu) 4. "Eu Quero Reconstruir a Casa" (家を建て直したい, Ie o Tatenaoshitai) 5. "Vida Escolar" (学生生活, Gakusei Seikatsu) | 1. "A Arte Secreta de Ser Atraente" (モテる秘訣はなんだ, Moteru Hiketsu wa Nan da) 2. "Não Consigo Vê-lo!" (見えないじゃんよ, Mienai jan yo) 3. "Ei, É um Kaiju" (怪獣じゃんよ, Kaijū jan yo) 4. "O Kaiju É Forte Demais" (怪獣はめちゃ強い, Kaijū wa Mecha Tsuyoi) |

| 1. "Imaginação de Kinta" (金太のイメージ, Kinta no Imēji) 2. "Duelo! Kaiju vs. Robô Gigante!" (激突！宇宙怪獣対巨大ロボ！, Gekitotsu! Uchū Kaijū Tai Kyodai Robo!) 3. "É Assim Que Se Derrota um Kaiju, Ok?" (怪獣の倒し方はこれじゃんよ, Kaijū no Taoshikata wa Kore jan yo) 4. "Já Estou de Saco Cheio de Robôs e Kaijus!" (ロボットも怪獣もこりごりだ, Robotto mo Kaijū mo Korigori da) 5. "Alguém Traduza, Por Favor" (だれか翻訳してくれ, Dareka Honyaku Shitekure) | 1. "Vamos Comer um Pouco de Takoyaki" (タコヤキを食べよう, Takoyaki o Tabeyō) 2. "Vamos À Escola" (学校へ行こう, Gakkō e Ikō) 3. "Esbarramos Em Alguém Mortal" (やべえ奴に遭遇しました, Yabē Yatsu ni Sōgū Shimashita) 4. "O Que Fazemos Com Ela?" (どーするこいつ, Dō Suru Koitsu) |

| 1. "Essa Pessoa É um Pé no Saco" (めんどくせえ奴, Mendokusē Yatsu) 2. "Uma Noite Alucinante" (ときめきナイトじゃんよ, Tokimeki Naito jan yo) 3. "Quem Diabos É Essa Pessoa?" (こいつは一体何者なんだよ, Koitsu wa Ittai Nanimono Nanda yo) 4. "Esbarramos Em Uns Caras Mortais 2" (やべえやつらに遭遇しました2, Yabē Yatsura ni Sōgū Shimashita 2) | 1. "O Que a Gente Faz Com Esses Caras Tão Sinistros?" (どうしようやべえやつら, Dō Shiyō Yabē Yatsura) 2. "O Cara Mais Sinistro" (一番やべえやつ, Ichiban Yabē Yatsu) 3. "Ao Trabalho" (バイト中, Baito-chū) 4. "Um Pessoal Irritante" (ムカツクやつら, Mukatsuku Yatsura) 5. "O Poder da Nessie" (ネッシーの力, Nesshī no Chikara) |

| 1. "Eu Só Quero Ir Embora" (早く帰りたいじゃんよ, Hayaku Kaeritai jan yo) 2. "Não Dá Pra Dormir no Café Mangá" (マンガ喫茶は眠れない, Manga Kissa wa Nemurenai) 3. "Espiã" (スパイ, Supai) 4. "Discussão" (ケンカ, Kenka) | 1. "O Que A Gente Faz?" (どーするかねえ, Dō Suru ka nē) 2. "Começou! O Caminho para a Revanche!" (始動！逆襲への道！, Shidō! Gyakushū e no Michi!) 3. "Não Consigo Dormir" (寝てられないじゃんよ, Neterarenai jan yo) 4. "Aventuras com o Corpo Astral" (幽体離脱の冒険, Asutoraru Bodi no Bōken) |

| 1. "Por-favor, Me Diz Como Eu Posso Voltar Pro Meu Corpo" (体の戻り方教えてください, Karada no Modorikata Oshiete Kudasai) 2. "O Dia da Batalha Decisiva" (決戦の日, Kessen no Hi) 3. "Motivação" (やる気, Yaruki) 4. "O Que Fazer Com o Nome?" (どーする名前, Dō Suru Namae) | 1. "O Que Eu Faço Sobre o Meu Tratamento de Beleza?" (どーする美容, Dō Suru Biyō) 2. "É a Minha Vez" (おれのターン, Ore no Tān) 3. "Feche Aquele Portal" (ゲートを閉じろ, Gēto o Tojiro) 4. "Vamola" (バモラ, Bamora) 5. "Vamola 2" (バモラ2, Bamora 2) |

| 1. "Vamola 3" (バモラ3, Bamora 3) 2. "Vamola 4" (バモラ4, Bamora 4) 3. "Banga" (バンガ) 4. "Os Motivos de Vamola" (バモラの理由, Bamora no Riyū) 5. "Vou te Transformar em Takoyaki" (タコ焼き決定じゃんよ, Takoyaki Kettei jan yo) | 1. "Vou Chutar a Sua Fuça" (蹴っ飛ばしてやるわい, Kettobashite Yaruwai) 2. "Cálculos Camaronescos" (シャコの計算, Shako no Keisan) 3. "Poder Maligno" (やばい力, Yabai Chikara) 4. "Todos reunidos" (集まってきちゃった, Atsumattekichatta) |

| 1. "Hoje é Terça-Feira" (今日は火曜日, Kyō wa Kayōbi) 2. "Acabem com Eles" (ブチ壊せ, Buchikowase) 3. "Um Bastardo Persistente" (しぶとい野郎, Shibutoi Yarō) 4. "É a Vez do Kinta Subir no Palco" (金太の出番じゃんよ, Kinta no Deban jan yo) 5. "Uive, Grande Kinta!" (唸れグレートキンタ, Unare Gurēto Kinta) | 1. "Fora da Frigideira" (一難去ってまた一難, Ichinan Satte Mata Ichinan) 2. "O Poder de Reiko Kashima" (カシマレイコの力, Kashima Reiko no Chikara) 3. "Aquela Mensagem" (あの手紙, Ano Tegami) 4. "O Coração da Linda Donzela Reiko Kashima" (カシマレイコの乙女心, Kashima Reiko no Otomegokoro) |

| 1. "Quem É Esse Cara?" (こいつは誰だ, Koitsu wa Dare da) 2. "Vamos Formar um Clube" (部活を作ろう, Bukatsu o Tsukurō) 3. "O Segredo da Representante de Classe" (委員長の秘密, Iinchō no Himitsu) 4. "Homem-Casco" (オンブスマン, Onbusuman) 5. "Vamos Exorcizar" (おはらいしようぜ, Oharai Shiyō ze) | 1. "É um Passaro? É um Avião? Não, é o Ninomiya" (山車だ祭りだ二宮だ, Dashi da Matsuri da Ninomiya da) 2. "Enfrentamento de Espetáculos Flutuantes" (ひっかわせ, Hikkawase) 3. "Vamos Ser Ídolos" (アイドルやろうぜ, Aidoru Yarō ze) 4. "Kawabanga" (カワバンガ) |

| 1. "Missão Impossível" (スパイ大作戦, Supai Daisakusen) 2. "Isso É, Tipo, um Puro Orgulho" (プライドじゃんよ, Puraido jan yo) 3. "Embate de Deliquentes" (ヤンキー運動会, Yankī Undōkai) 4. "Onde Está o Zuma?" (ズマはどこだ？, Zuma wa Doko da?) 5. "Objeto Magicamente Mortal" (やべえ呪物, Yabē Jubutsu) | 1. "Ela Tocou e Entrou" (入っちゃったじゃんよ, Haitchatta jan yo) 2. "É, Tipo, um Jogo de Tabuleiro" (これボードゲームじゃんよ, Kore Bōdo Gēmu jan yo) 3. "Meu Mano Zuma" (ズマってやつ, Zuma tte Yatsu) 4. "Que Comece o Jogo" (ゲームスタート, Gēmu Sutāto) |

| 1. "Engula Esse Bolo" (ケーキ食わせろや, Kēki Kuwasero ya) 2. "Como Usar os Poderes" (能力の使い方, Nōryoku no Tsukaikata) 3. "Quentíssimo" (お菓子食い過ぎじゃんよ, Okashi Kuisugi jan yo) 4. "Chega de Doces!" (甘いものはもういいぜ, Amai Mono wa Mō Ii ze) | 1. "Vamos Fazer uma Pausa!" (休憩しようぜ, Kyūkei Shiyō ze) 2. "Vamos numa Aventura!" (冒険しようぜ, Bōken Shiyō ze) 3. "Que o Cerco ao Castelo Comece" (攻城戦開幕, Kōjō-sen Kaimaku) 4. "Cercos em Castelos São Difíceis" (攻城戦は難しい, Kōjō-sen wa Muzukashii) 5. "É um Mato Sem Cachorro" (大乱闘じゃんよ, Dai Rantō jan yo) |

| 1. "Fim de Jogo" (ゲームクリア, Gēmu Kuria) 2. "A Diabólica Carta dos Contos de Fadas" (悪魔のメルヘンカルタ, Akuma no Meruhen Karuta) 3. "Esse Cara É um Pé no Saco" (厄介なやつ, Yakkai na Yatsu) 4. "Pegue Sua Joia da Família" (金玉を取り戻せ, Kintama o Torimodose) | 1. "Vovó Turbo vs. Garoto Guarda-Chuva" (ターボババアVSアンブレボーイ, Tābo Babā tai Anbure Bōi) 2. "Unji Zuma" (頭間雲児, Zuma Unji) 3. "Unji Zuma 2" (頭間雲児2, Zuma Unji 2) 4. "Unji Zuma 3" (頭間雲児3, Zuma Unji 3) 5. "Garoto Guarda-Chuva" (アンブレボーイ, Anbure Bōi) |

| 1. "Masamichi Bega" (部賀正道, Bega Masamichi) 2. "Aquela Garota Kawabanga" (カワバンガというやつは, Kawabanga to Iu Yatsu wa) 3. "Fuja do Baú Amaldiçoado!" (脱出！！呪行李！！, Dasshutsu!! Noroi Kōri!!) 4. "O Poder do Diabólico Cartão de Contos de Fadas" (悪魔のメルヘンカルタの力, Akuma no Meruhen Karuta no Chikara) 5. "Saint-Germain, o Homem Misterioso" (謎の男サンジェルマン, Nazo no Otoko Sanjeruman) | 1. "Vamos Destruir o Diabólico Cartão de Contos de Fadas!" (悪魔のメルヘンカルタをぶっ飛ばせ！！, Akuma no Meruhen Karuta o Buttobase!!) 2. "Salvadores, Não se Atrasem!" (間に合え救出！！, Maniae Kyūshutsu!!) 3. "Ela Ficou Pequena!" (小っちゃくなったじゃんよ, Chitchaku Natta jan yo) 4. "Minhas Joias da Família Estão Intactas" (金玉コンプリート, Kintama Konpurīto) |

| 1. "É uma Fadinha?" (これは小人妖精か, Kore wa Kobito Yōsei ka) 2. "Ei, Tem Alguma Coisa Ali" (なんかいるじゃんよ, Nanka Iru jan yo) 3. "Tem Alguém Ali" (なんか来たじゃんよ, Nanka Kita jan yo) 4. "Ache o Culpado!" (犯人をさがせ！, Hannin o Sagase!) | 1. "Uma Mulher Suspeita" (怪しい女, Ayashii Onna) 2. "Encurralem a Culpada!" (追い詰めろ犯人！, Oitsumero Hannin!) 3. "Os Pequeninos São Assutadores" (小人は怖い, Kobito wa Kowai) 4. "Encurralando a Culpada!" (犯人を追い詰めろ！, Hannin o Oitsumero!) 5. "A Enfermaria da Enfermeira Joou" (女王先生の保健室, Joō Sensei no Hokenshitsu) |

## Capítulos ainda não colecionados em formatotankōbon
Os capítulos mencionados abaixo ainda não foram publicados em um volume tankōbon.
1. "Quem Diabos é o Verdadeiro Culpado?" (真犯人は誰じゃんよ, Shinhannin wa Dare jan yo)
2. "Onde Jogar a Isca" (餌を撒いとこ, Esa o Maitoko)
3. "Vamos Lutar Kung Fu?" (カンフーやったろうぜ, Kanfū Yattarō ze)
4. "A Força do Deus" (神様の力, Kamisama no Chikara)
5. "Parece Perigoso!" (なんかやばそうじゃんよ, Nanka Yabasō jan yo)
6. "Aquele que Porta as Facas" (小柄の持ち主, Kozuka no Mochinushi)
7. "Isso Não é um Efeito da Maldição" (呪いの影響じゃね, Noroi no Eikyō ja ne)
8. "Alguma Coisa Mordeu a Isca" (餌になにかが引っ掛かった, Esa ni Nanika ga Hikkakatta)
9. "É Você?!" (お前かい！, Omae kai!)
10. "A Cabeça da Representante" (いんちょーの首, Inchō no kubi)
11. "O Culpado é Você?!" (犯人はお前か!!, Han'nin wa Omae ka!!)
12. "O Poder de Kouki Yukishiro" (雪白幸姫の力, Yukishiro Kōki no Chikara)
13. "Acabem com o Murakami!" (村上をぶっ飛ばせ, Murakami o Buttobase)
14. "Okarun e Kinta" (オカルンと金太, Okarun to Kinta)
15. "Vovó Puladora e o Alienígena do Kung Fu" (ジャンピングババアとカンフーエイリア, Janpingu Babaa to Kanfū Eiria)
16. "Se Nos Unirmos, Vamos Ficar Mais Fortes!!" (合体したら強くなるでしょうか！！, Gattai Shitara Tsuyoku Naru Deshō ka!!)
17. "Engano" (間違え, Machigae)
18. "Partindo à Shimane" (島根に出発, Shimane ni Shuppatsu)
19. "São Vocês?!" (お前らかい！, Omaera Kai!)
20. "O Avião Foi Sequestrado" (ハイジャックされました, Haijakku Saremashita)
21. "O Tufão Pegou em Cheio!" (台風直撃じゃんよ, Taifū Chokugekijan Yo)
22. "Vamos Acabar com a Raça Daquele Tufão!" (台風をぶっ飛ばそう, Taifū o Buttobasou)
23. "Avante, Minhocona!" (いけ!ミミズ!, Ike! Mimizu!)
24. "Ataquem o Olho do Tufão!" (台風の目を叩け！, Taifū no Me o Tatake!)
25. "A Calmaria Após o Tufão" (台風一過, Taifū Ikka)
26. "Onde Cada Um Está" (それぞれの行方, Sorezore no Yukue)
27. "Chegamos em Shimane" (島根に着きました, Shimane ni Tsukimashita)
28. "Aonde o Martelo Mágico foi?" (打出の小槌はどこ行った, Uchide no Kozuchi wa Doko Itta)
29. "O Homem Misterioso" (謎の男, Nazo no Otoko)
30. "En'enra" (煙々羅)
31. "Movimento Helicoidal" (螺旋運動, Rasen Undō)
32. "Jiji e o Olho Maligno" (ジジと邪視, Jiji to Jashi)